# Gerrit van Wees
Gerardus Jacobus van Wees (Heemstede, 26 januari 1913 - Hoofddorp 5 mei 1995) was een Nederlandse baanwielrenner. Hij nam deel aan de Olympische Zomerspelen van 1936 waar hij samen met Chris Kropman, Ben van der Voort en Adrie Zwartepoorte dertiende werd op de ploegenachtervolging. In 1937 stopte Van Wees met wielrennen.